# Артилерийско оръдие
Артилерийско оръдие се нарича всяко цевно огнестрелно оръжие, чийто калибър е не по-малък от 20 мм и е непригодено за ръчно пренасяне (от 1 човек) на бойното поле.
Принципът на действие на артилерийското оръдие включва: снаряд, предназначен за поразяване живата сила и техника на противника, изтласкван от цевта посредством разширяващите се газове получени от изгарянето на метателния заряд.
Оръдията са предназначени за поразяване на жива сила в укрития и извън тях, разрушаване на отбранителни съоръжения, командни и наблюдателни пунктове, тилови обекти и бързо движещи се цели.
Артилерийските оръдия могат да се класифицират по различни критерии. Някои от тях са:
- според конструктивните особености – оръдие, оръдие-гаубица, гаубица, мортира, минохвъргачка, безоткатно оръдие;
- според бойното предназначение – противотанково оръдие, зенитно оръдие, оръдие за брегова охрана;
- според вида на военното транспортно средство, на което е монтирано – танково оръдие, корабно оръдие, авиационно оръдие, железопътно оръдие.